# Frechenrieden

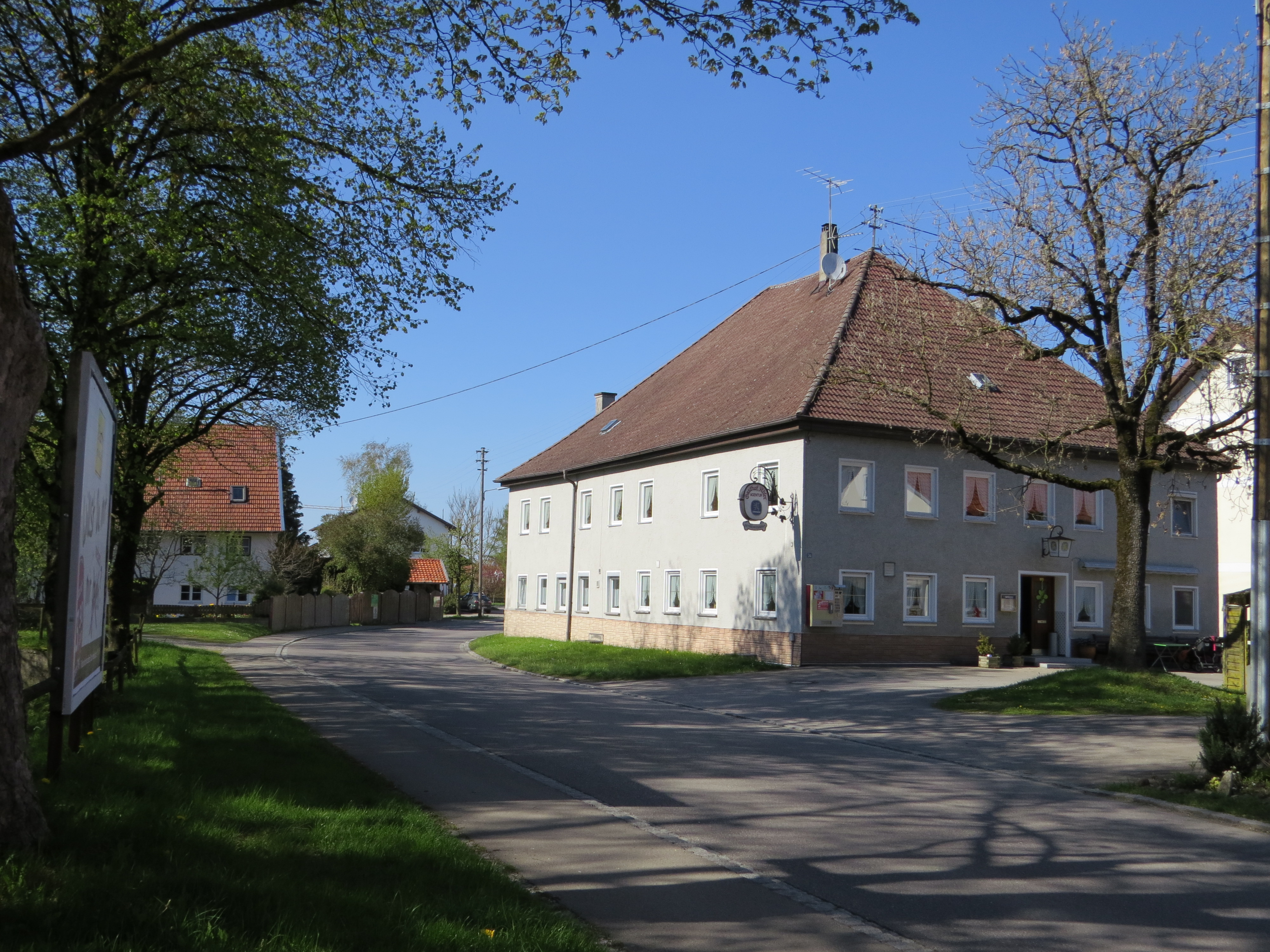
Gasthaus zum Adler

Frechenrieden ist ein Ortsteil des oberschwäbischen Marktes Markt Rettenbach im Landkreis Unterallgäu in Bayerisch-Schwaben.

## Lage
Das Pfarrdorf Frechenrieden liegt etwa fünf Kilometer nordwestlich des Hauptortes und ist durch Gemeindestraßen mit diesem verbunden. Westlich des Ortes verlaufen der Kohlbach und die Staatsstraße 2011. Durch das Dorf verläuft die Schwelk. Das Dorf ist ansonsten vor allem von landwirtschaftlich genutzten Flächen umgeben.

## Geschichte
Entstanden als Rodungssiedlung, dürfte Frechenrieden auf eine fränkische Gründung hinweisen. Bis etwa 1350 wurde der Ort lediglich Rieden genannt. Der damalige Ortsherr hieß Hans von Rieden und wurde der Frech genannt, wodurch der heutige Ortsname Frechenrieden entstand. Erstmals urkundlich erwähnt wurde Frechenrieden im Jahre 1167, als Ulrich von Rieden den Ort mit allen Gütern und Rechten, der Kirche, dem Wald und den Wiesen sowie dem Fischereirecht dem Kloster Ottobeuren schenkte. Vorher erhielt das Kloster bereits von dem Laienbruder Konrad ein Gut im Ort. 
Anlässlich der Gebietsreform in Bayern wurde die Gemeinde Frechenrieden am 1. Mai 1978 nach Markt Rettenbach eingemeindet.

## Kultur und Sehenswürdigkeiten
Das Ortsbild wird bestimmt von der Pfarrkirche St. Gordian und Epimachus, wohl in der zweiten Hälfte des 15. Jahrhunderts errichtet, 1735 bis 1740 barock umgestaltet und 1920 erweitert. In die amtliche Denkmalliste eingetragen sind ferner:
- das Gasthaus zum Adler, ein zweigeschossiges Walmdachhaus, im Kern 18. Jahrhundert, und
- das Pfarrhaus, ein zweigeschossiger Satteldachbau mit Giebelgesimsen, errichtet 1683.

Siehe auch: Liste der Baudenkmäler in Frechenrieden.

## Gesellschaftliches Leben
Frechenrieden verfügt über ein ausgeprägtes und vielfältiges Dorfleben, das maßgeblich durch die verschiedenen Vereine im Ort gestaltet wird. Das breite Vereinsangebot umfasst insbesondere Sport-, Schützen-, Musik-, Veteranen- und Soldaten- sowie Obst- und Gartenbauverein. Daneben wird eine Freiwillige Feuerwehr unterhalten.